# WBW
WBW (Wielka Bitwa Warszawska), również Wielka Bitwa Wolnostylowa, Turniej Wolnego Mikrofonu – muzyczna impreza cykliczna odbywająca się od 2003 r. do 2019, w ramach której konkurują ze sobą polscy raperzy, reprezentanci tzw. freestyle’u. W 2024 roku turniej został wznowiony po przerwie związanej z pandemią.

## Charakterystyka
Finały WBW odbywają się w Warszawie. Są one poprzedzone eliminacjami. W roku 2008 odbyły się 4 eliminacje, wszystkie w klubie New Deep. Z każdych eliminacji do finału awansowało dwóch artystów. Turniej zbiera najlepszych MC, freestylowców w kraju. W każdej eliminacji zawodnicy walczą 1 na 1 w bitwach freestylowych
Najczęściej odbywa się to w następujący sposób:
- najpierw pierwszy wokalista rapuje na wylosowany temat przez określony czas
- potem drugi wokalista rapuje na inny wylosowany temat przez tyle samo czasu co pierwszy
- w innym wariancie obaj wokaliści mogą dowolnie wybrać temat swojego występu
- po występach indywidualnych, obaj raperzy występują naraz tocząc z sobą rodzaj „bitwy na słowa”
- gdy obaj raperzy prezentują podobny poziom umiejętności, przeprowadza się dogrywkę, dając obu z nich kolejny temat występu
- na koniec występów prowadzący pyta publiczność, który z raperów bardziej przypadł jej do gustu
- ostateczny wybór zwycięzcy dokonuje specjalne jury, w skład którego wchodzą doświadczeni raperzy, dziennikarze muzyczni, producenci, DJ-e, oraz różni inni „ludzie ze środowiska”, którzy znają się na rapie.

## Historia
| Lp.   | Rok  | Miejsce finału          | Zwycięzca | II miejsce | III miejsce        |
| ----- | ---- | ----------------------- | --------- | ---------- | ------------------ |
| XVIII | 2024 | Stodoła                 | Recha     | Manu       | Cerber/Cybuch      |
| XVII  | 2019 | Proxima                 | Koro      | Oset       | Quesh / Wueno      |
| XVI   | 2018 | Proxima                 | Ryba      | Milan      | Peus / Will Spliff |
| XV    | 2017 | Proxima                 | Bober     | Milu       | Oset / Peus        |
| XIV   | 2016 | Proxima                 | Bober     | Kaz        | Milu / Ryba        |
| XIII  | 2015 | Proxima                 | Edzio     | Pejter     | Ryba / Babinci     |
| XII   | 2014 | Proxima                 | Edzio     | Jędrzej    | Filipek / Pueblos  |
| XI    | 2013 | Zinc Club               | Szyderca  | Mentor     | Filipek / Oset     |
| X     | 2012 | Proxima                 | Czeski    | Edzio      | Kot / Bonez        |
| IX    | 2011 | Harlem                  | Kopek     | Konrad     | Kot / Ymcyk        |
| VIII  | 2010 | Harlem                  | Sosen     | Theodor    | Bonez / Peus       |
| VII   | 2009 | Harlem                  | Flint     | Enson      | Białas / Solar     |
| VI    | 2008 | The Fresh               | Muflon    | Flint      | Solar / 3-6        |
| V     | 2007 | The Fresh               | Eskobar   | Puoć       | Dolar              |
| IV    | 2006 | Palladium               | Muflon    | Gres       | Raskall / Puoć     |
| III   | 2005 | Ground Zero             | Pogo      | Te-Tris    | Duże Pe / Diox     |
| II    | 2004 | Przestrzeń Graffenberga | Duże Pe   | Te-Tris    | Flesh / Kamel      |
| I     | 2003 | Przestrzeń Graffenberga | Rufin MC  | Diox       | Proceente          |

## WBW 2025

### Eliminacje

#### WBW Freestyle Rap Battle el.1 - Kraków
08.03.2025 - Kraków - klub Kwadrat
Gramofony: DJ Avens
Jury: Peus, Penx, Konrad
Prowadzący: Murzyn
Klasyfikacja:
- 1- Recha
- 2- Pejti
- 3/4- Matis
- 3/4- Pukuś
- 5/8- Barti
- 5/8- Q-Key
- 5/8- Spływ Zabójca
- 5/8- Młody
- 9/16- Felix
- 9/16- Yachu
- 9/16- Patrol
- 9/16- Suchar
- 9/16- Grajek
- 9/16- Simba
- 9/16- Bonazinho
- 9/16- Furmi

#### WBW Freestyle Rap Battle el.2 - Szczecin
05.04.2025 - Szczecin - klub Kosmos
Gramofony: DJ Grubaz
Jury: Ryba, Dolar, W.E.N.A
Prowadzący: Albi
Klasyfikacja:
- 1- Q-Key
- 2- Jaskier
- 3/4- Felix
- 3/4- Pejti
- 5/8- Samerak
- 5/8- Barti
- 5/8- Mytkens
- 5/8- Sztywny Kamil NTP
- 9/16- Furmi
- 9/16- Matis
- 9/16- Wueno
- 9/16- GML
- 9/16- Rider
- 9/16- Spływ Zabójca
- 9/16- Bonazinho
- 9/16- Brystol

#### WBW Freestyle Rap Battle el.3 - Wrocław
26.04.2025 - Wrocław - klub Transformator
Gramofony: DJ Avens
Jury: Spartiak, Pejter, Nullizmatyk
Prowadzący: Murzyn
Klasyfikacja:
- 1- Bonazinho
- 2- Furmi
- 3/4- Pejti
- 3/4- Yachu
- 5/8- BKN
- 5/8- Felix
- 5/8- Siemper
- 5/8- Quesh
- 9/16- Pan Michau
- 9/16- Pukuś
- 9/16- Wieczor
- 9/16- Cztery
- 9/16- Matis
- 9/16- Samerak
- 9/16- Kulik
- 9/16- Fugu

#### WBW Freestyle Rap Battle el.4 - Gdynia
17.05.2025 - Gdynia - klub Podwórko.art
Gramofony: DJ Chemlix
Jury: Ryba, Toczek, AdMa
Prowadzący: Murzyn
Klasyfikacja:
- 1- Pejti
- 2- Spartiak
- 3/4- Wiesiek PRL
- 3/4- Barti
- 5/8- Seb
- 5/8- Regis
- 5/8- Yachu
- 5/8- Pukuś
- 9/16- Sztywny Kamil NTP
- 9/16- Furmi
- 9/16- Pozor
- 9/16- Młody Zibi
- 9/16- Young Stary
- 9/16- Kryma
- 9/16- Blady
- 9/16- Lewy

## WBW 2024

### Eliminacje

#### WBW Freestyle Rap Battle el.1 - Kraków
16.03.2024 - Kraków - klub Żaczek
Gramofony: DJ Avens
Jury: Bober, Peublos
Prowadzący: Murzyn
Klasyfikacja:
- 1- Recha
- 2- Cybuch
- 3/4- Koziołek (KzK)
- 3/4- Matis
- 5/8- Wojtu
- 5/8- Manu
- 5/8- Płeciu
- 5/8- Barti
- 9/16- Cerber
- 9/16- Furmi
- 9/16- Narys
- 9/16- Pan Michau
- 9/16- Pukuś
- 9/16- Yowee
- 9/16- Q-Key
- 9/16- Wieczor

#### WBW Freestyle Rap Battle el.2 - Gdynia
20.04.2024 - Gdynia - klub Podwórko.art
Gramofony: DJ Avens 
Jury: Szubi Szubs, Edzio
Prowadzący: Murzyn
Klasyfikacja:
- 1- Wawrzyn
- 2- Rider
- 3/4- Matis
- 3/4- Mytkens
- 5/8- Regis
- 5/8- Cerber
- 5/8- Syn Młynarza
- 5/8- Płeciu
- 9/16- Jano
- 9/16- Anży
- 9/16- Kurczak
- 9/16- Luber
- 9/16- Młody
- 9/16- Pukuś
- 9/16- Wueno
- 9/16- Walec

#### WBW Freestyle Rap Battle el.3 - Warszawa
18.05.2024 - Warszawa - klub Oczki
Gramofony: DJ Avens
Jury: Mikser, Filipek, Ematei
Prowadzący: Murzyn
Klasyfikacja:
- 1- Cerber
- 2- Syn Młynarza
- 3/4- Yowee
- 3/4- Cybuch
- 5/8- Regis
- 5/8- Pejti
- 5/8- Kruczek
- 5/8- Manu
- 9/16- Matis
- 9/16- Wierzbik
- 9/16- Albi
- 9/16- Rider
- 9/16- Luber
- 9/16- Moździerz
- 9/16- Koziołek (KzK)
- 9/16- Kurian

#### WBW Freestyle Rap Battle el.4 - Bielsko-Biała
15.06.2024 - Bielsko-Biała - RudeBoy Club
Gramofony: DJ Avens
Jury: Mikser, Bober, Ryba
Prowadzący: Murzyn
Klasyfikacja:
- 1- Matis
- 2- Koziołek (KzK)
- 3/4- Manu
- 3/4- Yowee
- 5/8- Jung di Kapsko
- 5/8- Furmi
- 5/8- Płeciu
- 5/8- Syn Młynarza
- 9/16- Moździerz
- 9/16- Squrczybyk
- 9/16- Cztery
- 9/16- Efbe
- 9/16- Czarna Owca
- 9/16- Wudo
- 9/16- Młody
- 9/16- Gradi

#### WBW Freestyle Rap Battle el.5 - Wrocław
14.09.2024 - Wrocław - klub Transformator
Gramofony: DJ Avens
Jury: Mikser, Filipek, Czeski
Prowadzący: Murzyn
Klasyfikacja:
- 1- Manu
- 2- Felix
- 3/4- Mełcin
- 3/4- Wueno
- 5/8- Barti
- 5/8- Yachu
- 5/8- Cybuch
- 5/8- Furmi
- 9/16- Gruby Zetku
- 9/16- Kaczmar
- 9/16- Młody
- 9/16- Syn Młynarza
- 9/16- Płeciu
- 9/16- Yowee
- 9/16- Lewy
- 9/16- Pan Michau

#### WBW Freestyle Rap Battle el.6 - Białystok
12.10.2024 - Białystok - klub Gwint
Gramofony: DJ Avens
Jury: Pogo, Mentor, Mikser
Prowadzący: Murzyn
Klasyfikacja:
- 1- Barti
- 2- Cybuch
- 3/4- Pejti
- 3/4- Yachu
- 5/8- Narys
- 5/8- Yowee
- 5/8- Dzięcioł
- 5/8- Syn Młynarza
- 9/16- Komandos
- 9/16- Rider
- 9/16- Seb
- 9/16- Furmi
- 9/16- Szuti
- 9/16- Pajczao
- 9/16- Felix
- 9/16- Bartek

#### WBW Freestyle Rap Battle el.7 - Poznań
9.11.2024 - Poznań - klub Trops
Gramofony: DJ Avens
Jury: Dolar, Mikser, Bonez
Prowadzący: Murzyn
Klasyfikacja:
- 1- Jaskier
- 2- Wueno
- 3/4- Pan Michau
- 3/4- Felix
- 5/8- Kmieciu
- 5/8- Yachu
- 5/8- Wudo
- 5/8- Płeciu
- 9/16- Pejti
- 9/16- Bartek
- 9/16- Youlian
- 9/16- Furmi
- 9/16- Syn Młynarza
- 9/16- Bobi
- 9/16- Spływ Zabójca
- 8/16- GML

### FINAŁ
29.11.2024 - Warszawa - klub Stodoła
Gramofony: DJ Avens
Jury: Muflon, Duże Pe, Ryba
Prowadzący: Murzyn
Klasyfikacja:
- 1- Recha
- 2- Manu
- 3/4- Cerber
- 3/4- Cybuch
- 5/8- Wawrzyn
- 5/8- Jaskier
- 5/8- Barti
- 5/8- Matis

## WBW 2019

### Eliminacje

#### WBW Freestyle Rap Battle el.1 – Warszawa
30 marca 2019 – Warszawa – klub Jasna 1
Gramofony: DJ Grubaz
Jury: Babinci, Edzio
Prowadzący: Murzyn
Klasyfikacja:
- 1 – Koro
- 2 – Milan
- 3/4 – Cerber
- 3/4 – Wudo

- 5/8 – Dyzio
- 5/8 – Wueno
- 5/8 – Sierus
- 5/8 – Szuti
- 9/16 – Kurian
- 9/16 – Luber
- 9/16 – Adezet
- 9/16 – Seb
- 9/16 – WSZ
- 9/16 – Iwo
- 9/16 – Joker

- 9/16 – Kiero

#### WBW Freestyle Rap Battle el.2 – Kraków
27 kwietnia 2019 – Kraków- klub Żaczek
Gramofony: DJ Avens
Jury: Bober, Czeski, Mikser
Prowadzący: Murzyn
Klasyfikacja:
- 1 – Konrad
- 2 – Spartiak
- 3/4 – Luber
- 3/4 – Rybson

- 5/8 – Pukuś
- 5/8 – Wueno
- 5/8 – Ozee
- 5/8 – Cztery
- 9/16 – Wodzu
- 9/16 – Wiktor
- 9/16 – Quesh
- 9/16 – Meoda
- 9/16 – Olej
- 9/16 – Klin
- 9/16 – Kajlo

- 9/16 – Koziołek

#### WBW Freestyle Rap Battle el.3 – Łódź
25 maja 2019 – Łódź – klub Magnetofon
Gramofony: DJ Flip
Jury: Gres, Toczek
Prowadzący: Murzyn
Klasyfikacja:
- 1 – Oset
- 2 – Spartiak
- 3/4 – Cerber
- 3/4 – Iwo

- 5/8 – Masal
- 5/8 – Olej
- 5/8 – Pukuś
- 5/8 – Lechu
- 9/16 – Q-key
- 9/16 – Syn Młynarza
- 9/16 – Cztery
- 9/16 – Grysiu
- 9/16 – Kenny
- 9/16 – Koziołek
- 9/16 – Oszki

- 9/16 – Drewniula

#### WBW Freestyle Rap Battle el.4 – Wrocław
22 czerwca 2019 – Wrocław – klub D.K Luksus
Gramofony: DJ Grejtu
Jury: Bober, Czeski, Pejter
Prowadzący: Murzyn
Klasyfikacja:
- 1 – Spartiak
- 2 – Wueno
- 3/4 – Bilu
- 3/4 – Cztery

- 5/8 – Buczi
- 5/8 – Lechu
- 5/8 – Sowa Zer
- 5/8 – Kałach
- 9/16 – Rybson
- 9/16 – Preston
- 9/16 – Pukuś
- 9/16 – Bebe
- 9/16 – STN
- 9/16 – Czarna Owca
- 9/16 – Dyzio

- 9/16 – Koller

#### WBW Freestyle Rap Battle el.5 – Gdańsk
7 września 2019 – Gdańsk – klub Medyk
Gramofony: DJ Serio
Jury: Czeski, Bośniak
Prowadzący: Murzyn
Klasyfikacja:
- 1 – Kurian
- 2 – Wueno
- 3/4 – Bercik
- 3/4 – Luber

- 5/8 – Jaskier
- 5/8 – Meoda
- 5/8 – Kubuś
- 5/8 – Rider
- 9/16 – Ponton
- 9/16 – Yowee
- 9/16 – Gruba
- 9/16 – Masal
- 9/16 – Sieya Later
- 9/16 – Pozor
- 9/16 – Persio

- 9/16 – Cztery

#### WBW Freestyle Rap Battle el.6 – Poznań
5 października 2019 – Poznań – klub Trops
Gramofony: DJ Grejtu
Jury: Edzio, Pejter
Prowadzący: Murzyn
Klasyfikacja:
- 1 – Quesh
- 2 – Bartek
- 3/4 – Bueno
- 3/4 -Jaskier

- 5/8 – Syn Młynarza
- 5/8 – Domino
- 5/8 – Luber
- 5/8 – Olej
- 9/16 – Filozof
- 9/16 – Kałach
- 9/16 – Iwo
- 9/16 – Kymysy
- 9/16 – Oszki
- 9/16 – Wueno
- 9/16 – Cztery

- 9/16 – Dyzio

#### WBW Freestyle Rap Battle el.7 – Częstochowa
8 listopada 2019 – Częstochowa – klub Rura
Gramofony: DJ Avens
Jury: Czeski, Mikser
Prowadzący: Murzyn
Klasyfikacja:
- 1 – Toczek
- 2 – Siemper
- 3/4 – Cztery
- 3/4 – KZK

- 5/8 – Bilu
- 5/8 – Arkadio
- 5/8 – Finite
- 5/8 – Luber
- 9/16 – Persio
- 9/16 – Bob
- 9/16 – Wudo
- 9/16 – Bartek
- 9/16 – Mraziu
- 9/16 – Bezsensu
- 9/16 – Bruks

- 9/16 – STN

### FINAŁ
30 listopada 2019 – Warszawa – klub Proxima
Gramofony: DJ Avens
Jury: Bober, Mikser, DJ Grubaz
Prowadzący: Murzyn
Klasyfikacja:
- 1 – Koro
- 2 – Oset
- 3/4 – Quesh
- 3/4 – Wueno

- 5/8 – Konrad
- 5/8 – Spartiak
- 5/8 – Toczek
- 5/8 – Kurian

## WBW 2018

### Eliminacje

#### WBW Freestyle Rap Battle el.1 – Poznań
10 marca 2018 – Poznań – TROPS Akademickie Centrum Kultury
Gramofony: DJ GREJTU
Jury: Dolar, Pejter, Cube
Prowadzący: Bober
Klasyfikacja:
- 1 – Szyderca
- 2 – Oset
- 3/4 – Bilu
- 3/4 – Will Spliff

- 5/8 – Bobi
- 5/8 – GML
- 5/8 – Pukuś
- 5/8 – Toszek
- 9/16 – Adoem
- 9/16 – Kymysyyy
- 9/16 – Skopek
- 9/16 – Feranzo
- 9/16 – Pitek
- 9/16 – Sivvinsky
- 9/16 – Bartek

- 9/16 – Bristol

#### WBW Freestyle Rap Battle el.2 – Kraków
17 marca 2018 – Kraków – klub Żaczek
Gramofony: DJ Avens
Jury: Filipek, Tymin, ZWR
Prowadzący: Edzio
Klasyfikacja:
- 1 – Will Spliff
- 2 – Grysiu
- 3/4 – Peus
- 3/4 – Oset

- 5/8 – Koro
- 5/8 – Wudo
- 5/8 – Cztery
- 5/8 – Luber
- 9/16 – Buczi
- 9/16 – BKN
- 9/16 – Prezesura
- 9/16 – Bilu
- 9/16 – Q-key
- 9/16 – Pukuś
- 9/16 – Toszek

- 9/16 – Stasiu

#### WBW Freestyle Rap Battle el.3 – Bydgoszcz
24 marca 2018 – Bydgoszcz – Wiatrakowa Klub
Gramofony: DJ Serio
Jury: Dolar, Mełcin, Dondi
Prowadzący: Edzio
Klasyfikacja:
- 1 – Kaz
- 2 – Lewy
- 3/4 – Iwo
- 3/4 – Bobi

- 5/8 – Yowee
- 5/8 – Milan
- 5/8 – Kurian
- 5/8 – QSH
- 9/16 – Grochu
- 9/16 – Bartek
- 9/16 – Quesh
- 9/16 – KCZ
- 9/16 – Kasper
- 9/16 – Wężu
- 9/16 – Blady

- 9/16 – Adoem

#### WBW Freestyle Rap Battle el.4 – Łódź
7 kwietnia 2018 – Łódź – Klub Magnetofon
Gramofony: DJ Baff
Jury: Filipek, Bonez, Gres
Prowadzący: Bober
Klasyfikacja:
- 1 – Oset
- 2 – Ryba
- 3/4 – Dyzio
- 3/4 – Cztery

- 5/8 – Milan
- 5/8 – Seb
- 5/8 – GML
- 5/8 – Iwo
- 9/16 – Kasper
- 9/16 – Adi
- 9/16 – Koro
- 9/16 – Emcef
- 9/16 – MC Blanty Kręcę
- 9/16 – Jakonn
- 9/16 – Olej

- 9/16 – Pukuś

#### WBW Freestyle Rap Battle el.5 – Zielona Góra
14 kwietnia 2018 – Zielona Góra – WySPa Klub Studencki
Gramofony: DJ Simple
Jury: Czeski, Pejter
Prowadzący: Bober
Klasyfikacja:
- 1 – Milan
- 2 -Skopek
- 3/4 – Sid
- 3/4 – Pukuś

- 5/8 – Borys
- 5/8 – Kasper
- 5/8 – Bilu
- 5/8 – Bobi
- 9/16 – Cztery
- 9/16 – NB
- 9/16 – BKN
- 9/16 – Domino
- 9/16 – Wayne
- 9/16 – Quesh
- 9/16 – Kacpi

- 9/16 – Pablo

#### WBW Freestyle Rap Battle el.6 – Sosnowiec
21 kwietnia 2018 – Sosnowiec – klub VHS
Gramofony: DJ Simple
Jury: Czeski, Tymin
Prowadzący: Bober
Klasyfikacja:
- 1 – Grysiu
- 2 -Wudo
- 3/4 – Ksywa
- 3/4 – Prezesura

- 5/8 – Skopek
- 5/8 – Peus
- 5/8 – Kabull
- 5/8 – Seb
- 9/16 – Finite
- 9/16 – Bilu
- 9/16 – Label
- 9/16 – Forti
- 9/16 – Iwo
- 9/16 – Pukuś
- 9/16 – Wrzoło

- 9/16 – Olej

#### WBW Freestyle Rap Battle el.7 – Warszawa
8 września 2018 – Warszawa – klub Jasna 1
Gramofony: Deska aka Drewniane Palce
Jury: Czeski, KopekKopskun
Prowadzący: Edzio
Klasyfikacja:
- 1 – Kaz
- 2 – Oset
- 3/4 – Koro
- 3/4 – Milan

- 5/8 – Q-key
- 5/8 – Wudo
- 5/8 – Szuti
- 5/8 – oSb
- 9/16 – Pajczao
- 9/16 – Lil Gabina
- 9/16 – Bebe
- 9/16 – WSZ
- 9/16 – Rybson
- 9/16 – Kurian
- 9/16 – GML

- 9/16 – Iwo

#### WBW Freestyle Rap Battle el.8 – Białystok
15 września 2018 – Białystok – klub muzyczny Rejs
Gramofony: DJ Skrusz
Jury: Radzias, Toczek
Prowadzący: Bober
Klasyfikacja:
- 1 – Seb
- 2 – Iwo
- 3/4 – Koro
- 3/4 – Ozee

- 5/8 – Dyzio
- 5/8 – GML
- 5/8 – Szuti
- 5/8 – Wawrzyn
- 9/16 – Bebe
- 9/16 – Uwu
- 9/16 – Pukuś
- 9/16 – Kałach
- 9/16 – Bilu
- 9/16 – Masal
- 9/16 – Drewniula

- 9/16 – Olej

#### WBW Freestyle Rap Battle el.9 – Wrocław
22 września 2018 – Wrocław – klub D.K Luksus
Gramofony: DJ Krootki
Jury: Filipek, Kuba Stemplowski
Prowadzący: Bober
Klasyfikacja:
- 1 – Ryba
- 2 – Dyzio
- 3/4 – Pukuś
- 3/4 – Sid

- 5/8 – Will Spliff
- 5/8 – Spartiak
- 5/8 – Koro
- 5/8 – Rybson
- 9/16 – Toszek
- 9/16 – Skopek
- 9/16 – Moździerz
- 9/16 – Salciak
- 9/16 – Bekon
- 9/16 – Cztery
- 9/16 – Grzybu

- 9/16 – Bilu

#### WBW Freestyle Rap Battle el.10 – Gdańsk
6 października 2018 – Gdańsk – klub Medyk
Gramofony: DJ Serio
Jury: Bośniak, Filipek
Prowadzący: Edzio
Klasyfikacja:
- 1 – Wueno
- 2 – Skopek
- 3/4 – Wawrzyn
- 3/4 – Dyzio

- 5/8 – Skopek
- 5/8 – Lewy
- 5/8 – Yowee
- 5/8 – Bilu
- 9/16 – Grandes
- 9/16 – Ponton
- 9/16 – Luber
- 9/16 – Dziku
- 9/16 – Pukuś
- 9/16 – Dejwid
- 9/16 – Bobi

- 9/16 – Blady

#### WBW Freestyle Rap Battle el.11 – Lublin
13 października 2018 – Lublin – klub Dom Kultury
Gramofony: DJ Grejtu
Jury: Radzias, Toczek
Prowadzący: Murzyn
Klasyfikacja:
- 1 – Koro
- 2 – Q-key
- 3/4 – Sid
- 3/4 – Pajczao

- 5/8 – Bebe
- 5/8 – MC Blanty Kręcę
- 5/8 – Kurian
- 5/8 – Luber
- 9/16 – Cerber
- 9/16 – Peus
- 9/16 – Kałach
- 9/16 – Iwo
- 9/16 – Gabryś
- 9/16 – Rybson
- 9/16 – Szuti

- 9/16 – Seb

#### WBW Freestyle Rap Battle el.12 – Częstochowa
19 października 2018 – Częstochowa – klub Rura
Gramofony: DJ Simple
Jury: Czeski, Kuba Stemplowski
Prowadzący: Bober
Klasyfikacja:
- 1 – Spartiak
- 2 -Peus
- 3/4 – Skopek
- 3/4 – Q-key

- 5/8 – Iwo
- 5/8 – Bobi
- 5/8 – Adi
- 5/8 -Finite
- 9/16 – Wueno
- 9/16 – Pukuś
- 9/16 – Sid
- 9/16 – Bilu
- 9/16 – Szalony Profesor
- 9/16 – Bodzio
- 9/16 – Bebe

- 9/16 – Olej

#### WBW Freestyle Rap Battle Finał Północ – Poznań
26 października 2018 – Sosnowiec – klub TROPS Akademickie Centrum Kultury
Gramofony: DJ Serio
Jury: Babinci, Dolar, VitoWS
Prowadzący: Edzio
Klasyfikacja:
- 1 – Will Spliff
- 2 – Oset
- 3/4 – Kaz
- 3/4 – Spartiak

- 5/8 – Q-key
- 5/8 -Skopek
- 5/8 – Sid
- 5/8 -Iwo

#### WBW Freestyle Rap Battle Finał Południe – Kraków
3 listopada 2018 – Kraków – klub Żaczek
Gramofony: DJ Avens
Jury: Filipek, Pejter, Czeski
Prowadzący: Murzyn
Klasyfikacja:
- 1 – Koro
- 2 – Peus
- 3/4 – Ryba
- 3/4 -Milan

- 5/8 – Grysiu
- 5/8 – Seb
- 5/8 – Pukuś
- 5/8 – Dyzio

### FINAŁ
24 listopada 2018 – Warszawa – klub Proxima
Gramofony: DJ Serio
Jury: Edzio, Bober, Czeski
Prowadzący: Dolar
Klasyfikacja:
- 1 – Ryba
- 2 – Milan
- 3/4 – Peus
- 3/4 – Will Spliff

- 5/8 – Kaz
- 5/8 – Spartiak
- 5/8 – Koro
- 5/8 – Oset

## WBW 2017

### Eliminacje

#### WBW Freestyle Rap Battle el.1 – Poznań
18 marca 2017 – Poznań – Akademickie Centrum Kultury TROPS
Gramofony: DJ Serio
Jury: Edzio, Cube
Prowadzący: Filipek
Klasyfikacja:
- 1 – Kaz
- 2 – Toczek
- 3/4 – Tramp
- 3/4 – Milu

- 5/8 – Yowee
- 5/8 – Q-key
- 5/8 – oSb
- 5/8 – Peus
- 9/16 – Spartiak
- 9/16 – Will Spliff
- 9/16 – Murzyn
- 9/16 – Kapsel
- 9/16 – Filozof
- 9/16 – Bristol
- 9/16 – Bartek

- 9/16 – Bambo

#### WBW Freestyle Rap Battle el.2 – Kraków
25 marca 2017 – Kraków – klub Żaczek
Gramofony: DJ Avens
Jury: Czeski, Tymin
Prowadzący: Dolar
Klasyfikacja:
- 1 – Milu

- 2 – Toczek

- 3/4 – Ksywa

- 3/4 – Peus
- 5/8 – Biały
- 5/8 – Murzyn

- 5/8 – Ryba

- 5/8 – Buczi

- 9/16 – Forti

- 9/16 – Jakonn

- 9/16 – Wodzu

- 9/16 – Kałach

- 9/16 – Bilu

- 9/16 – Oset

- 9/16 – Hary

- 9/16 – Bober

#### WBW Freestyle Rap Battle el.3 – Zielona Góra
8 kwietnia 2017 – Zielona Góra – klub WySPa
Gramofony: DJ Danek
Jury: Czeski, Pejter
Prowadzący: Filipek
Klasyfikacja:
- 1 – Peus
- 2 – Milu
- 3/4 – Ryba
- 3/4 – Spartiak

- 5/8 – Murzyn
- 5/8 – Radzias
- 5/8 – Toczek
- 5/8 – Will Spliff
- 9/16 – Mishaek
- 9/16 – Perry
- 9/16 – Jakonn
- 9/16 – oSb
- 9/16 – Toszek
- 9/16 – Fugu
- 9/16 – Kałach

- 9/16 – Borys

#### WBW Freestyle Rap Battle el.4 – Łódź
21 kwietnia 2017 – Łódź – klub Soda
Gramofony: DJ Flip
Jury: Bonez, Gres
Prowadzący: Dolar
Klasyfikacja:
- 1 – Oset
- 2 – Murzyn
- 3/4 – Peus
- 3/4 – Bambo

- 5/8 – GML
- 5/8 – Spartiak
- 5/8 – Milan
- 5/8 – Bober
- 9/16 – Buczi
- 9/16 – Ryba
- 9/16 – Radzias
- 9/16 – Q-key
- 9/16 – Kałach
- 9/16 – Will Spliff
- 9/16 – Kenny

- 9/16 – Adi

#### WBW Freestyle Rap Battle el.5 – Olsztyn
12 maja 2017 – Olsztyn – klub Nowy Andergrant
Gramofony: DJ Serio
Jury: Edzio, Emtes
Prowadzący: Flint
Klasyfikacja:
- 1 – Ryba
- 2 – Oset
- 3/4 – Yowee
- 3/4 – Kałach

- 5/8 – Milan
- 5/8 – Murzyn
- 5/8 – Toczek
- 5/8 – Radzias
- 9/16 – Bambo
- 9/16 – Jakonn
- 9/16 – Ponton
- 9/16 – CH.Z.M
- 9/16 – Bercik
- 9/16 – oSb
- 9/16 – Przemek

- 9/16 – Biały

#### WBW Freestyle Rap Battle el.6 – Tychy
27 maja 2017 – Tychy – Underground Pub
Gramofony: DJ Simple
Jury: Czeski, Tymin
Prowadzący: Filipek
Klasyfikacja:
- 1 – Wudo
- 2 – Peus
- 3/4 – Murzyn
- 3/4 – Bober

- 5/8 – Luki
- 5/8 – Wodzu
- 5/8 – Toszek
- 5/8 – Will Spliff
- 9/16 – Buczi
- 9/16 – Kałach
- 9/16 – Sztama
- 9/16 – Ksywa
- 9/16 – Dżojc
- 9/16 – Ojciec Bedoesa
- 9/16 – Forti

- 9/16 – Dyzio

#### WBW Freestyle Rap Battle el.7 – Rzeszów
10 czerwca 2017 – Rzeszów – klub Vinyl
Gramofony: DJ Juvson
Jury: Eskaubei, Konrad
Prowadzący: Dolar
Klasyfikacja:
- 1 – Bober
- 2 – Q-key
- 3/4 – Will Spilff
- 3/4 – Bori

- 5/8 – Karlo
- 5/8 – Szuti
- 5/8 – Toszek
- 5/8 – Pukuś
- 9/16 – Koro
- 9/16 – Kycu
- 9/16 – Kurian
- 9/16 – Rybson
- 9/16 – Szczepan
- 9/16 – Bebe
- 9/16 – Komar

- 9/16 – Wiśnix

#### WBW Freestyle Rap Battle el. 8 – Warszawa
2 września 2017 – Warszawa – klub Hybrydy
Gramofony: DJ Grubaz
Jury: Trzy Sześć, Mentor
Prowadzący: Flint
Klasyfikacja:
- 1 – Ryba
- 2 – Milan
- 3/4 – Kaz
- 3/4 – GML

- 5/8 – Spartiak
- 5/8 – Biały
- 5/8 – Pueblos
- 5/8 – Kałach
- 9/16 – Adi
- 9/16 – Murzyn
- 9/16 – Buczi
- 9/16 – Jakonn
- 9/16 – Bilu
- 9/16 – Kurian
- 9/16 – Bebe

- 9/16 – Emss

#### WBW Freestyle Rap Battle el.9 – Wrocław
16 września 2017 – Wrocław – klub Przybij Piątaka
Gramofony: DJ Simple
Jury: Pejter, Czeski
Prowadzący: Filipek
Klasyfikacja:
- 1 – Bober
- 2 – Will Spliff
- 3/4 – Milu
- 3/4 – Er

- 5/8 – Preston
- 5/8 – Pueblos
- 5/8 – Wudo
- 5/8 – Skopek
- 9/16 – Rybson
- 9/16 – Buczi
- 9/16 – Bekon
- 9/16 – Q-key
- 9/16 – Spartiak
- 9/16 – Ksywa

- 9/16 – Toszek

#### WBW Freestyle Rap Battle el.10 – Gdańsk
30 września 2017 – Gdańsk – klub Medyk
Gramofony: DJ Serio
Jury: Edzio, Tomasina
Prowadzący: Dolar
Klasyfikacja:
- 1 – Wawrzyn
- 2 – Bambo The Struggler
- 3/4 – Radzias
- 3/4 – Skera

- 5/8 – oSb
- 5/8 – Kaz
- 5/8 – Ponton
- 5/8 – Bercik
- 9/16 – Langus
- 9/16 – Blady
- 9/16 – Yowee
- 9/16 – Lewy
- 9/16 – Kałach
- 9/16 – Dejwid
- 9/16 – Łysy

- 9/16 – Grandas

#### WBW Freestyle Rap Battle el.11 – Białystok
7 października 2017 – Białystok – klub Rejs
Gramofony: DJ Skrusz
Jury: Mentor, Sosen
Prowadzący: Dolar
Klasyfikacja:
- 1 – Luber
- 2 – Radzias
- 3/4 – GML
- 3/4 – Murzyn

- 5/8 – Ksywa
- 5/8 – Pueblos
- 5/8 – Uwu
- 5/8 – Bober
- 9/16 – Q-key
- 9/16 – Seb
- 9/16 – Rybson
- 9/16 – Paiczao
- 9/16 – Jakonn
- 9/16 – Kałach
- 9/16 – Emate

- 9/16 – Szuti

#### WBW Freestyle Rap Battle el.12 – Częstochowa
20 października 2017 – Częstochowa – klub Rura
Gramofony: DJ Simple
Jury: Mikser, Kuba Stemplowski
Prowadzący: Filipek
Klasyfikacja:
- 1 – Milu
- 2 – Spartiak
- 3/4 – Ksywa
- 3/4 – Wudo

- 5/8 – Pukuś
- 5/8 – Tajfun
- 5/8 – Will Spliff
- 5/8 – Skopek
- 9/16 – Bober
- 9/16 – Milan
- 9/16 – Red
- 9/16 – Peus
- 9/16 – Q-key
- 9/16 – Bekon
- 9/16 – Bilu

- 9/16 – Rybson

#### WBW Freestyle Rap Battle Finał Południe – Kraków
4 listopada 2017 – Kraków – klub
Gramofony: DJ Avens
Jury: Kamel, Majkel
Prowadzący: Filipek
Klasyfikacja:
- 1 – Oset

- 2 – Ksywa

- 3/4 – Bober

- 3/4 – Peus

- 5/8 – Spartiak

- 5/8 – Wudo

- 5/8 – Luber

- 5/8 – Will Spliff

#### WBW Freestyle Rap Battle Finał Północ – Bydgoszcz
11 listopada 2017 – Bydgoszcz – klub Estrada
Gramofony: DJ Serio
Jury: Edzio, Mełcin
Prowadzący: Dolar
Klasyfikacja:
- 1 – Milu
- 2 – Kaz
- 3/4 – Toczek
- 3/4 – Wawrzyn

- 5/8 – Murzyn
- 5/8 – Ryba
- 5/8 – Radzias
- 5/8 – Bambo The Smuggler

### FINAŁ
11 listopada 2017 – Warszawa – klub Proxima
Gramofony: DJ Serio
Jury: Edzio, Czeski, Muflon
Prowadzący: Dolar, Filipek
Klasyfikacja:
- 1 – Bober
- 2 – Milu
- 3/4 – Oset
- 3/4 – Peus

- 5/8 – Ksywa
- 5/8 – Murzyn
- 5/8 – Wawrzyn
- 5/8 – Kaz

## WBW 2016

### Eliminacje

#### WBW Freestyle Rap Battle el.1 – Warszawa
24 września 2016 – Warszawa – klub NIEPOWIEM
gramofony: DJ GRUBAZ
jury: Muflon, Trzy-Sześć, Piotr Zwierzyński
prowadzenie: Dolar
klasyfikacja:
- 1 – Toczek (Gdynia/Warszawa)
- 2 – Wujek Samo Zło (Warszawa)
- 3/4 – Pueblos (Bielsko-Biała)
- 3/4 – Bambo
- 5/8 – GML
- 5/8 – Milu (Wrocław)
- 5/8 – Ryba (Radom)
- 5/8 – Babinci (Płock)
- 9/16 – Biały
- 9/16 – Stryjo
- 9/16 – Janusz Tramwaj 300
- 9/16 – Kenny
- 9/16 – Bober (Bielsko-Biała)
- 9/16 – Milan (Ozorków)
- 9/16 – Murzyn (Warszawa)
- 9/16 – Raban

#### WBW Freestyle Rap Battle el.2 – Gdańsk
1 października 2016 – Gdańsk – klub Medyk
Gramofony: DJ Serio
Jury: Bośniak, Rakraczej, Buszman
Prowadzący: Dolar
Klasyfikacja:
- 1 – Yowee
- 2 – Milu
- 3/4 – Babinci (Płock)
- 3/4 – Biały
- 5/8 – Murzyn (Warszawa)
- 5/8 – Hamst
- 5/8 – Osb
- 5/8 – Ryba (Radom)
- 9/16 – Wueno
- 9/16 – Bitels
- 9/16 – Kasan
- 9/16 – Czerwień
- 9/16 – Igorinho
- 9/16 – Radzias
- 9/16 – Bambo
- 9/16 – Ponton

#### WBW Freestyle Rap Battle el.3 – Łódź
8 października 2016 –Łódź Klub Soda
Gramofony: DJ BAFF
Jury: Bonez, Gres
Prowadzący: Dolar
Klasyfikacja:
- 1 – Spartiak
- 2 – Kenny
- 3/4 – Milu
- 3/4 – Ryba (Radom)
- 5/8 – Oset
- 5/8 – Murzyn (Warszawa)
- 5/8 – Buczi
- 5/8 – Babinci (Płock)
- 9/16 – Kapsel Pn
- 9/16 – Milan
- 9/16 – Stryjo
- 9/16 – WSZ
- 9/16 – Jędrzej
- 9/16 – Płocha
- 9/16 – GML
- 9/16 – Pueblos (Bielsko-Biała)

#### WBW Freestyle Rap Battle el.4 – Białystok
15 października 2016 –Białystok – Klub REJS
Gramofony: DJ Skrusz
Jury: Theodor, Mentor
Prowadzący: Dolar
Klasyfikacja:
- 1 – Ryba (Radom)
- 2 – Bober (Bielsko-Biała)
- 3/4 – Radzias
- 3/4 – Murzyn (Warszawa)
- 5/8 – Pueblos (Bielsko-Biała)
- 5/8 – Q-Key
- 5/8 – Batman
- 5/8 – Babinci (Płock)
- 9/16 – Buczi
- 9/16 – Kałach
- 9/16 – Bambo
- 9/16 – Kenny
- 9/16 – Bercik
- 9/16 – GML
- 9/16 – Seb
- 9/16 – Igor

#### WBW Freestyle Rap Battle el.5 – Wrocław
22 października 2016 –Wrocław – klub Przybij Piątaka
Gramofony: DJ Krootki
Jury: Filipek, Czeski, Kuba Stemplowski
Prowadzący: Dolar
Klasyfikacja:
- 1 – Milu
- 2 – Bober (Bielsko-Biała)
- 3/4 – Er
- 3/4 – Oset
- 5/8 – Murzyn (Warszawa)
- 5/8 – Biały
- 5/8 – Babinci (Płock)
- 5/8 – Pejter
- 9/16 – Radzias
- 9/16 – Suweren
- 9/16 – Will Spliff
- 9/16 – Fugu
- 9/16 – Kenny
- 9/16 – Majster
- 9/16 – Q-Key
- 9/16 – Płocha

#### WBW Freestyle Rap Battle el.6 – Toruń
5 listopada 2016 –Toruń – klub NRD
Gramofony: DJ CHMIELIX
Jury: Filip Rudanacja, Dondi
Prowadzący: Dolar
Klasyfikacja:
- 1 – Kaz
- 2 – Filipek
- 3/4 – Babinci (Płock)
- 3/4 – Edzio
- 5/8 – Radzias
- 5/8 – Bober (Bielsko-Biała)
- 5/8 – OSB
- 5/8 – Bambo
- 9/16 – Biały
- 9/16 – Hamst
- 9/16 – Wueno
- 9/16 – Q-Key
- 9/16 – Pueblos (Bielsko-Biała)
- 9/16 – Murzyn (Warszawa)
- 9/16 – Łucznik
- 9/16 – Lewy

#### WBW Freestyle Rap Battle el.7 – Częstochowa
11 listopada 2016 – Częstochowa – klub Rura
Gramofony: DJ Simple
Jury: Czeski, Mikser,
Prowadzący: Dolar
Klasyfikacja:
- 1 – Szyderca
- 2 – Bober (Bielsko-Biała)
- 3/4 Radzias
- 3/4 – Pueblos (Bielsko-Biała)
- 5/8 – Galop
- 5/8 – Murzyn (Warszawa)
- 5/8 – Filipek
- 5/8 – Kenny
- 9/16 – Babinci (Płock)
- 9/16 – Q-Key
- 9/16 – Bilu
- 9/16 – Will Spliff
- 9/16 – Buczi
- 9/16 – Labelny
- 9/16 – Kałach
- 9/16 – Bambo

### FINAŁ
26 listopada 2016 –Warszawa – klub Proxima
Gramofony: DJ Grubaz
Jury: Muflon, Puoć, Filip Rudanacja
Prowadzący: Dolar
Klasyfikacja:
- 1 – Bober (Bielsko-Biała)
- 2 – Kaz
- 3/4 – Milu
- 3/4 – Ryba (Radom)
- 5/8 – Toczek
- 5/8 – Szyderca
- 5/8 – Yowee
- 5/8 – Spartiak

## WBW 2015

### Eliminacje

#### WBW Freestyle Rap Battle el.1 – Warszawa
26 września 2015 – Warszawa – klub HARENDA
gramofony: DJ DREWNIANE PALCE
jury: Muflon, Trzy Sześć
prowadzenie: Theodor
klasyfikacja:
- 1 – Babinci (Płock)
- 2 – Bober (Bielsko-Biała)
- 3/4 – Dejwid
- 3/4 – Filipek (Milicz)
- 5/8 – Milu (Wrocław)
- 5/8 – Ryba (Radom)
- 5/8 – Toczek (Gdynia/Warszawa)
- 5/8 – Sid (Zielona Góra)
- 9/16 – Murzyn (Warszawa)
- 9/16 – Adezet
- 9/16 – Emcef
- 9/16 – Jędrzej
- 9/16 – Artens
- 9/16 – Biały
- 9/16 – Milan (Ozorków)
- 9/16 – Cienki

#### WBW Freestyle Rap Battle el.2 – Łódź
3 października 2015 – Łódź – GLOW CLUB
gramofony: DJ BAFF WEED
jury: Bonez, Green
prowadzenie: Theodor
klasyfikacja:
- 1 – Ryba (Radom)
- 2 – Murzyn (Warszawa)
- 3/4 – Oset (Łódź)
- 3/4 – Filipek (Milicz)
- 5/8 – GML
- 5/8 – Pueblos (Bielsko-Biała)
- 5/8 – Dejwid
- 5/8 – Bober (Bielsko-Biała)
- 9/16 – Artens
- 9/16 – Kubinho
- 9/16 – Jakonn
- 9/16 – Tsuko
- 9/16 – Milu (Wrocław)
- 9/16 – CH.Z.M
- 9/16 – Milan (Ozorków)
- 9/16 – Wojciu

#### WBW Freestyle Rap Battle el.3 – Gdańsk
10 października 2015 – Gdańsk – klub BUFFET
gramofony: DJ SERIO?
jury: Bośniak, Rakraczej
prowadzenie: Theodor
klasyfikacja:
- 1 – Edzio (Gdańsk)
- 2 – Bober (Bielsko-Biała)
- 3/4 – Kaz (Działdowo)
- 3/4 – Milu (Wrocław)
- 5/8 – Yowee (Lębork)
- 5/8 – GML
- 5/8 – Pueblos (Bielsko-Biała)
- 5/8 – Peka
- 9/16 – Dudi
- 9/16 – Głosu
- 9/16 – Dejwid
- 9/16 – Zdzichu Banan
- 9/16 – Osb
- 9/16 – Toszek
- 9/16 – Czerwień

#### WBW Freestyle Rap Battle el.4 – Wrocław
17 października – Wrocław – PRZYBIJ PIĄTAKA
gramofony: DJ SKIPLESS
jury: Czeski, Kuba Stemplowski, Emczas
prowadzenie: Theodor
klasyfikacja:
- 1 – Pejter (Wrocław)
- 2 – Milu (Wrocław)
- 3/4 – Zwykły Andrzej
- 3/4 – Filipek (Milicz)
- 5/8 – Toczek (Gdynia/Warszawa)
- 5/8 – Fugu
- 5/8 – Pueblos (Bielsko-Biała)
- 5/8 – Kapi
- 9/16 – Sid (Zielona Góra)
- 9/16 – Bober (Bielsko-Biała)
- 9/16 – Murzyn (Warszawa)
- 9/16 – Esiu
- 9/16 – GML
- 9/16 – Kapsel PN
- 9/16 – Dejwinho
- 9/16 – Juniorski

#### WBW Freestyle Rap Battle el.5 – Białystok
24 października 2015 – Białystok – klub REJS
gramofony: DJ GARFIELD
jury: Pogo, Sosen
prowadzenie: Theodor
klasyfikacja:
- 1 – Filipek (Milicz)
- 2 – Radzias
- 3/4 – Bober (Bielsko-Biała)
- 3/4 – Głosu
- 5/8 – CH.Z.M
- 5/8 – Milu (Wrocław)
- 5/8 – Murzyn (Warszawa)
- 5/8 – GML
- 9/16 – Emate
- 9/16 – Panoramiczny
- 9/16 – Toczek
- 9/16 – Przemek
- 9/16 – Seb (Łomża)
- 9/16 – Zwykły Andrzej
- 9/16 – Pueblos (Bielsko-Biała)
- 9/16 – Batman

#### WBW Freestyle Rap Battle el.6 – Warszawa
31 października 2015 – Warszawa
gramofony: DJ GRUBAZ
jury: Flint, Solar
prowadzenie: Theodor
klasyfikacja:
- 1 – Yowee (Lębork)
- 2 – Biały
- 3/4 – Czarna Owca
- 3/4 – Pueblos (Bielsko-Biała)
- 5/8 – Kapsel
- 5/8 – Sid (Zielona Góra)
- 5/8 – Osb
- 5/8 – Jędrzej
- 9/16 – Matis
- 9/16 – Radzias
- 9/16 – Milu
- 9/16 – Ślepy
- 9/16 – Kakiet
- 9/16 – Filozof
- 9/16 – Milan (Ozorków)
- 9/16 – Pelikan

### FINAŁ
28 listopada – Warszawa – Proxima
gramofony: DJ GRUBAZ
jury: Czeski, Dolar, Flint
prowadzenie: Duże Pe
klasyfikacja:
- 1 – Edzio (Gdańsk)
- 2 – Pejter (Wałbrzych)
- 3/4 – Ryba (Radom)
- 3/4 – Babinci (Płock)
- 5/8 – Filipek (Milicz)
- 5/8 – Bober (Bielsko-Biała)
- 5/8 – Yowee (Lębork)
- 5/8 – Milu (Wrocław)

## WBW 2014

### Eliminacje

#### WBW Freestyle Rap Battle el.1 – Warszawa
27 września 2014 – Warszawa – klub HARENDA
gramofony: DJ GRUBAZ
jury: Muflon, Solar
prowadzenie: Dolar
klasyfikacja:
- 1 – FIlipek (Milicz)
- 2 – Oset (Łódź)
- 3/4 – Jakonn
- 3/4 – Biały
- 5/8 – Adezet
- 5/8 – Majkel
- 5/8 – Bajorson
- 5/8 – Miły
- 9/16 – MC Blanty Kręce
- 9/16 – Grejtu
- 9/16 – Skorek
- 9/16 – Jędrzej
- 9/16 – Blaff
- 9/16 – GML
- 9/16 – Kot
- 9/16 – Junior

#### WBW Freestyle Rap Battle el.2 – Łódź
12 października 2014 – Łódź – klub LUKA
gramofony: DJ GRUBAZ
jury: Green, Theodor
prowadzenie: Dolar
klasyfikacja:
- 1 – Pueblos (Bielsko-Biała)
- 2 – Oset (Łódź)
- 3/4 – Bonez (Łódź)
- 3/4 – Kot
- 5/8 – Oskier
- 5/8 – Wojciu
- 5/8 – Kubinho
- 5/8 – GML
- 9/16 – Lenon
- 9/16 – Matini Raper
- 9/16 – MC Blanty Kręce
- 9/16 – Biały
- 9/16 – Kabull
- 9/16 – Jakonn
- 9/16 – Artens
- 9/16 – Ściema ŁDZ

#### WBW Freestyle Rap Battle el.3 – Warszawa
18 października 2014 – Warszawa – klub HARENDA
gramofony: DJ GRUBAZ
jury: Flint, Proceente
prowadzący: Dolar
klasyfikacja:
- 1 – Pejter (Wałbrzych)
- 2 – Edzio (Gdańsk)
- 3/4 – Bogaty Ziomek Tomba
- 3/4 – Jędrzej
- 5/8 – Czarna Owca
- 5/8 – Adezet
- 5/8 – Oset (Łódź)
- 5/8 – Biały
- 9/16 – Spartiak (Wrocław)
- 9/16 – Ziutek
- 9/16 – Miły
- 9/16 – Bajorson
- 9/16 – Emcef
- 9/16 – Kazik
- 9/16 – Hamst

#### WBW Freestyle Rap Battle el.4 – Gdańsk
15 listopada 2014 – Gdańsk – klub BUFFET
gramofony: DJ SERIO?
jury: Czeski, Theodor
prowadzący: Dolar
klasyfikacja:
- 1 – Bośniak (Gdańsk)
- 2 – Edzio (Gdańsk)
- 3/4 – Jędrzej
- 3/4 – Somal
- 5/8 – GML
- 5/8 – Kapsel PN
- 5/8 – Skorek
- 5/8 – CH.Z.M
- 9/16 – Hamst
- 9/16 – Ziarecki
- 9/16 – Sid
- 9/16 – Peka
- 9/16 – Tsuko
- 9/16 – Murzyn (Warszawa)
- 9/16 – MC Blanty Kręce
- 9/16 – Dejwid

### FINAŁ
29 listopada 2014 – Warszawa – Proxima
gramofony: DJ GRUBAZ
jury: Muflon, Flint, Czeski
prowadzenie: Dolar
klasyfikacja:
- 1 – Edzio (Gdańsk) – MISTRZ
- 2 – Jędrzej
- 3/4 – Filipek (Milicz)
- 3/4 – Pueblos (Bielsko-Biała)
- 5/8 – Oset (Łódź)
- 5/8 – GML
- 5/8 – Pejter (Wałbrzych)
- 5/8 – Biały

## WBW 2013

### Eliminacje

#### WBW Freestyle Rap Battle el.1 – Warszawa Grand Prix Śródmieścia
28 września 2013 – Warszawa – klub Harenda
gramofony: DJ BAFF WEED
jury: Muflon, Solar
prowadzenie: Puoć
klasyfikacja
- 1 – Bonez (Łódź)
- 2 – Edzio (Gdańsk)
- 3/4 – Czeski (Strzelce Opolskie)
- 3/4 – Skajsdelimit (Warszawa)
- 5/8 – Szyderca (Tuchów)
- 5/8 – Bajorson
- 5/8 – Feranzo (Jarocin)
- 5/8 – Emcef
- 9/16 – Matini Raper
- 9/16 – Filozof (Dęblin)
- 9/16 – Seb (Łomża)
- 9/16 – Oset (Łódź)
- 9/16 – Florek
- 9/16 – GML
- 9/16 – Fontam
- 9/16 – Tazz

#### WBW Freestyle Rap Battle el.2 – Warszawa Grand Prix Woli
11 października 2013 – Warszawa – klub ODESSA
gramofony: DJ BAFF WEED
jury: Jakuza, Proceente
prowadzenie: Puoć
klasyfikacja:
- 1 – Szyderca (Tuchów)
- 2 – Filozof (Dęblin)
- 3/4 – Feranzo (Jarocin)
- 3/4 – Oset (Łódź)
- 5/8 – Skajsdelimit (Warszawa)
- 5/8 – Galop
- 5/8 – Bajorson
- 5/8 – Rademenez
- 9/16 – Matini Raper
- 9/16 – Tazz
- 9/16 – Adezet
- 9/16 – Jakonn
- 9/16 – Edzio (Gdańsk)
- 9/16 – Albi
- 9/16 – Emcef
- 9/16 – GML

#### WBW Freestyle Battle el.3 – Warszawa Grand Prix Woli vol.2
26 października 2013 – Warszawa – klub ODESSA
gramofony: DJ GRUBAZ
jury: Flint, Theodor
prowadzenie: Puoć
klasyfikacja:
- 1 – Quebonafide (Ciechanów)
- 2 – Mentor (Białystok)
- 3/4 – Kot
- 3/4 – Skajsdelimit (Warszawa)
- 5/8 – Edzio (Gdańsk)
- 5/8 – Emcef
- 5/8 – Matini Raper
- 5/8 – Feranzo (Jarocin)
- 9/16 – Babinci
- 9/16 – Villmar
- 9/16 – Toczek (Gdynia/Warszawa)
- 9/16 – Czerwień
- 9/16 – GML
- 9/16 – Ziutek
- 9/16 – Filipek (Milicz)
- 9/16 – GRZ

#### WBW Freestyle Battle el.4 – Warszawa Grand Prix Mokotowa
9 listopada 2013 – Warszawa – klub FONOBAR
gramofony: DJ GRUBAZ
jury: Ematei, Trzy-Sześć
prowadzenie: Puoć
klasyfikacja:
- 1 – Filipek (Milicz)
- 2 – Oset (Łódź)
- 3/4 – Biały
- 3/4 – Filozof (Dęblin)
- 5/8 – Mełcin
- 5/8 – Kot
- 5/8 – Feranzo (Jarocin)
- 5/8 – Czeski (Strzelce Opolskie)
- 9/16 – Toczek (Gdynia/Warszawa)
- 9/16 – Symon
- 9/16 – Emcef
- 9/16 – Albi
- 9/16 – Tsuko
- 9/16 – Skorek
- 9/16 – Ziutek
- 9/16 – Matini Raper

### FINAŁ
23 listopada 2013 – Warszawa – klub PROXIMA
gramofony: DJ GRUBAZ
jury: Jakuza, Solar, Flint
prowadzenie: Puoć, Muflon
klasyfikacja:
- 1 – Szyderca (Tuchów) – MISTRZ
- 2 – Mentor (Białystok)
- 3/4 – Filipek (Milicz)
- 3/4 – Oset (Łódź)
- 5/8 – Bonez (Łódź)
- 5/8 – Skajsdelimit (Warszawa)
- 5/8 – Feranzo (Jarocin)
- 5/8 – Filozof (Dęblin)

## WBW 2012

### Eliminacje

#### WBW Freestyle Rap Battle el.1 – Warszawa Grand Prix Powiśla
28 września 2012 – Warszawa – klub Harenda
gramofony: DJ BLACK BELT GREG
jury: Jakuza, Flint
prowadzenie: Muflon
klasyfikacja:
- 1 – Bonez
- 2 – Quebonafide (Ciechanów)
- 3/4 – Edzio (Gdańsk)
- 3/4 – Szyderca (Tuchów)
- 5/8 – Theodor (Warszawa)
- 5/8 – Dudward
- 5/8 – Gryzu
- 5/8 – Feranzo
- 9/16 – Albi
- 9/16 – Fresz
- 9/16 – Konrad
- 9/16 – Symon
- 9/16 – Filozof
- 9/16 – Bajorson
- 9/16 – Iwan
- 9/16 – Konrad (Kańczuga)

#### WBW Freestyle Rap Battle el.2 – Warszawa Grand Prix Śródmieścia
13 października 2012 – Warszawa – klub MOCCA
gramofony: DJ GRUBAZ
jury: Jakuza, Proceente
prowadzenie: Muflon
klasyfikacja:
- 1 – Edzio (Gdańsk)
- 2 – Czeski (Strzelce Opolskie)
- 3/4 – Filozof
- 3/4 – Kot

#### WBW Freestyle Rap Battle el.3 – Warszawa Grand Prix Pragi
26 października 2012 – Warszawa – klub HYDROZAGADKA
gramofony: DJ GRUBAZ
jury: Jakuza, Dolar
prowadzenie: Muflon
klasyfikacja:
- 1 – Filozof
- 2 – Ymcyk
- 3/4 – Kot
- 3/4 – Konrad
- 5/8 – Iwan
- 5/8 – Bajorson
- 5/8 – Szyderca (Tuchów)
- 5/8 – Babinci
- 9/16 – Leman
- 9/16 – Ślepy
- 9/16 – Emcef
- 9/16 – Rożek
- 9/16 – Bitu
- 9/16 – Quebonafide (Ciechanów)
- 9/16 – Świru

#### WBW Freestyle Rap Battle el.4 – Warszawa Grand Prix Mokotowa
10 listopada 2012 – Warszawa – klub FONOBAR
gramofony: DJ GRUBAZ
jury: Jakuza, Eskobar
prowadzenie: Muflon
klasyfikacja:
- 1 – Quebonafide (Ciechanów)
- 2 – Tymin
- 3/4 – Czeski (Strzelce Opolskie)
- 3/4 – Theodor (Warszawa)
- 5/8 – Konrad
- 5/8 – Kot
- 5/8 – Kubinho
- 5/8 – Albi
- 9/16 – Babinci
- 9/16 – ES THE KOT
- 9/16 – Skajsdelimit
- 9/16 – Villmar
- 9/16 – Ymcyk
- 9/16 – Bajorson
- 9/16 – Gix
- 9/16 – Adezet

### FINAŁ
23 listopada 2012 – Warszawa – klub PROXIMA
gramofony: DJ GRUBAZ
jury: Dolar, Eskobar, Flint, Proceente
prowadzenie: Muflon
klasyfikacja:
- 1 – Czeski (Strzelce Opolskie) – MISTRZ
- 2 – Edzio (Gdańsk)
- 3/4 – Kot
- 3/4 – Bonez
- 5/8 – Quebonafide (Ciechanów)
- 5/8 – Ymcyk
- 5/8 – Tymin
- 5/8 – Filozof

## WBW 2011

### Eliminacje

#### WBW Freestyle Rap Battle el.1 - Warszawa
24 Września 2011 - Warszawa - Harlem
Gramofony: DJ Grubaz
Jury: Jakuza, Puoć
Prowadzący: Muflon
Klasyfikacja:
- 1- Konrad
- 2- Ymcyk
- 3/4- Tymin
- 3/4- WSZ
- 5/8- Jaco
- 5/8- Bonez
- 5/8- PWZ
- 5/8- Edzio
- 9/16- Kapsel
- 9/16- Plejer
- 9/16- Albi
- 9/16- Jakonn
- 9/16- Lemon
- 9/16- Theodor
- 9/16- Ślepy
- 9/16- Mishaek

#### WBW Freestyle Rap Battle el.2 - Warszawa
08 Października 2011 - Warszawa - Harlem
Gramofony: DJ Grubaz
Jury: Diox, Jakuza
Prowadzący: Muflon
Klasyfikacja:
- 1- Kot
- 2- Tymin
- 3/4- Kubinho
- 3/4- Oset
- 5/8- Kopek
- 5/8- Albi
- 5/8- Arkadio
- 5/8- Bonez
- 9/16- Pac
- 9/16- MXN
- 9/16- GRB
- 9/16- WSZ
- 9/16- Edzio
- 9/16- Dżojc
- 9/16- Tymi
- 9/16- Villmar

#### WBW Freestyle Rap Battle el.3 - Warszawa
22 Października 2011 - Warszawa - Harlem
Gramofony: DJ Grubaz
Jury: Proceente, Jakuza
Prowadzący: Muflon
Klasyfikacja:
- 1- Kopek
- 2- Kostek
- 3/4- WSZ
- 3/4- Bonez
- 5/8- Galop
- 5/8- Peus
- 5/8- Oset
- 5/8- Roka
- 9/16- Albi
- 9/16- Theodor
- 9/16- Tymi
- 9/16- Świnia
- 9/16- Edzio
- 9/16- Kubinho
- 9/16- Marcin
- 9/16- Kozi

### Finał
26 Listopada 2011 - Warszawa - Harlem
Gramofony: DJ Grubaz
Jury: Diox, Proceente, Puoć, Jakuza
Prowadzący: Muflon
Klasyfikacja:
- 1- Kopek
- 2- Konrad
- 3/4- Kot
- 3/4- Ymcyk
- 5/8- Bonez
- 5/8- WSZ
- 5/8- Kostek
- 5/8- Tymin

## WBW 2006

### Grand Prix

#### WBW Freestyle Grand Prix – Warszawa

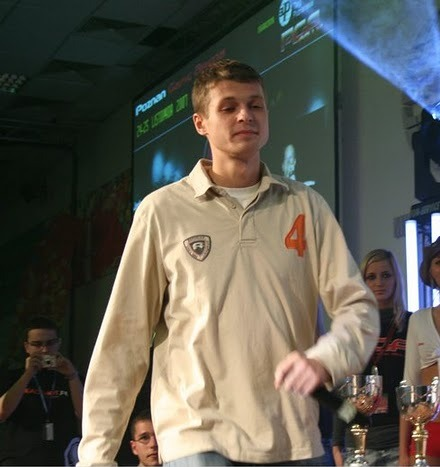
Pogo

28 kwietnia 2006 – Warszawa – Piwnica pod Harendą
gramofony: DJ Grubaz, DJ Homer
jury: Jakuza, Rufin MC, Numer Raz
prowadzenie: CNE
klasyfikacja:
- 1 – Muflon (Warszawa)
- 2 – Filip (Toruń)
- 3/4 – Majkel (Gliwice)
- 3/4 – Pogo (Białystok)
- 5/8 – Gospel (Łomianki)
- 5/8 – Green (Międzyrzecz)
- 5/8 – Osama bin zło (Warszawa)
- 5/8 – Solar (Warszawa)
- 9/16 – Emote (Gdańsk)
- 9/16 – Goły (Warszawa)
- 9/16 – Gres (Łódź)
- 9/16 – Puoć (Dziekanów)
- 9/16 – Proceente (Warszawa)
- 9/16 – Raskall (Warszawa)
- 9/16 – Siódmy (Warszawa)
- 9/16 – Theodor (Warszawa)

#### WBW Freestyle Grand Prix - Gdańsk
1 – Raskall (Warszawa) 
2 – Raczej (Gdańsk) 
3/4 – Bośniak (Gdańsk) 
3/4 – Tomasina (Gdańsk) 
5/8 – Klasiik (Warszawa) 
5/8 – Maver (Darłowo) 
5/8 – Puoć (Warszawa) 
5/8 – Theodor (Warszawa) 
9/16 – Dolar (Lublin)
9/16 – Emote (Gdańsk) 
9/16 – Fijas MC (Lublin) 
9/16 – Goły (Warszawa) 
9/16 – Maner (Reda) 
9/16 – MC Okocim (Gdańsk) 
9/16 – Osama Bin Zło (Warszawa) 
9/16 – Rademenes

#### WBW Freestyle Grand Prix – Łódź
6 maja 2006 – Łódź – Cube
gramofony: DJ Homer, DJ Technik (rbk dj’s)
jury: Jakuza, Tezet, Enter
prowadzenie: CNE
klasyfikacja:
- 1 – Gres (Łódź)
- 2 – Goły (Warszawa)
- 3/4 – Proceente (Warszawa)
- 3/4 – Raskall (Warszawa)
- 5/8 – Czarny Piotruś (Częstochowa)
- 5/8 – Eskobar (Gliwice)
- 5/8 – Green (Brzeziny)
- 5/8 – Rufik (Łódź)
- 9/16 – KaSPe (Łódź)
- 9/16 – Klasik (Łódź)
- 9/16 – Kopek (Łęczyca)
- 9/16 – Nano (Wrocław)
- 9/16 – Sens (Częstochowa)
- 9/16 – Siódmy (Warszawa)
- 9/16 – Smiths (Łódź)
- 9/16 – Szerszeń (Łódź)

#### WBW Freestyle Grand Prix – Poznań
20 maja 2006
klub: Piwnica 21
gramofony: DJ Grubaz, DJ Bart
prowadzenie: CNE
jury: Jakuza, Rufin MC, Kada
klasyfikacja:
- 1 – Puoć (Dziekanów)
- 2 – Theodor (Warszawa)
- 3/4 – Green (Brzeziny)
- 3/4 – Piecol (Koszalin)
- 5/8 – Czeski (Strzelce Opolskie)
- 5/8 – Dolar (Lublin)
- 5/8 – Osi (Poznań)
- 5/8 – Zamar (Jelenia Góra)
- 9/16 – Anioł (Konin)
- 9/16 – Bobaz (Wrocław)
- 9/16 – Brayan (Kobylnica)
- 9/16 – Piół (Włocławek)
- 9/16 – Prof (Poznań)
- 9/16 – Rześki (Konin)
- 9/16 – Siódmy (Warszawa)
- 9/16 – Sensay (Wrocław)

#### WBW Freestyle Grand Prix – Rzeszów
27 maja 2006
klub: Pod palmą
gramofony: DJ Grubaz, DJ Technik (rbk dj’s)
prowadzenie: Emil Blef
jury: Jakuza, DJ Osa, Sokół
klasyfikacja:
- 1. Green (Brzeziny)
- 2. Eskaubei (Rzeszów)
- 3/4. Czarny Piotruś (Częstochowa)
- 3/4. Langer (Rzeszów)
- 5/8. Kodziu (Przemyśl)
- 5/8. Osamo Bin Zło (Warszawa)
- 5/8. Tor (Kraków)
- 5/8. Ufo (Tomaszów Lubelski)
- 9/16. Blant (Rybnik)
- 9/16. Didi (Przeworsk)
- 9/16. F (Stalowa Wola)
- 9/16. Globalny Odlot (Jarosław)
- 9/16. Gruby (Przeworsk)
- 9/16. Kajteusz (Rzeszów)
- 9/16. MC Wielka Paua (Rzeszów)
- 9/16. Motyk (Rybnik)

#### WBW Freestyle Grand Prix – Białystok
data: 3 czerwca 2006
miejsce: Białystok – Loft
gramofony: DJ Grubaz, DJ Bart
jury: Jakuza, Rufin MC, Numer Raz
prowadzenie: Emil Blef
klasyfikacja:
- 1. Goły (Warszawa)
- 2. Theodore (Warszawa)
- 3/4. MO (Białystok)
- 3/4. Pogo (Białystok)
- 5/8. Bardog (Siemiatycze)
- 5/8. eMATeI (Warszawa)
- 5/8. Manio (Oleksin)
- 5/8. Poetik (Ełk)
- 9/16. Budrys (Kępa)
- 9/16. Diablo Diablik (Warszawa)
- 9/16. Freez (Łomża)
- 9/16. Klasiik (Warszawa)
- 9/16. Knopi (Grajewo)
- 9/16. M.S.U (Suwałki)
- 9/16. Shock (Suwałki)
- 9/16. Wulkan (Starachowice)

### Wielka Bitwa Warszawska – Warszawa (Finał WBW'06)
data: 10 czerwca 2006
miejsce: Warszawa – Palladium
gramofony: DJ Grubaz, DJ Homer, DJ Technik
jury: Jakuza, Flinstone, Rufin MC, Roball
prowadzenie: CNE
Finaliści:
- 1 – Muflon[8] (Warszawa)
- 2 – Gres[8] (Łódź)
- 3/4 – Puoć (Warszawa)
- 3/4 – Raskall (Warszawa)
- 5/8 – Green (Łódź)
- 5/8 – Goły (Warszawa)
- 5/8 – Filip Rudanacja (Toruń)
- 5/8 – Theodor (Warszawa)

*Ponieważ Raczej (Gdańsk), który zajął w gdańskich eliminacjach miejsce premiowane awansem do finału WBW zrezygnował z udziału w wielkim finale przeprowadzona zostanie bitwa barażowa. Odbędzie się ona 9 czerwca o godzinie 17:00 podczas festiwalu Hip-Hop Praga w Parku Praskim. Do walki staną zdobywcy drugich miejsc, którzy jeszcze nie wywalczyli awansu, a więc Theodor (Warszawa) i Eskaubei (Rzeszów), a także obrońca tytułu mistrzowskiego Pogo (Białystok)
Do finałów zakwalifikował się Theodor (Warszawa) pokonując Pogo (Białystok) oraz Eskaubei (Rzeszów).

## WBW 2005

### Grand Prix
Podczas 4 turniejów WBW Grand Prix (w Warszawie, Lublinie, Poznaniu i Katowicach) wyłonieni zostaną finaliści (po 2 z każdego turnieju). *awans

#### WBW Freestyle Grand Prix – Warszawa
data: 16 kwietnia 2005

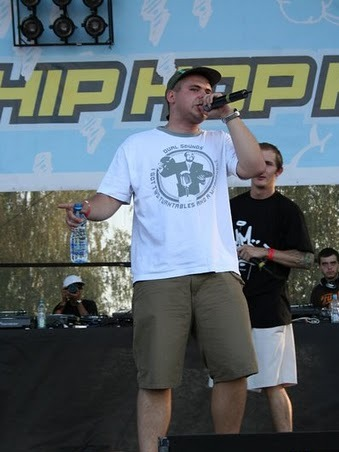
Diox

miejsce: Warszawa – Przestrzeń Graffenbergera
klasyfikacja:
- 1. Duże Pe* (Warszawa)
- 2. Pogo* (Białystok)
- 3/4. Robur (Warszawa)
- 3/4. Gres (Łódź)
- 5/8. Filip (Toruń)
- 5/8. TeTris (Siemiatycze)
- 5/8. Rufin Mc (Piaseczno)
- 5/8. Majkel (Rokitno)
- 9/16. Flesh (Izabelin)
- 9/16. Diox (Stare Babice)
- 9/16. Feelhip (Warszawa)
- 9/16. Siódmy (Warszawa)
- 9/16. Osama Bin Zło (Warszawa)
- 9/16. Puoć (Łomianki)
- 9/16. Maver (Darłowo)
- 9/16. Proceente (Warszawa)

#### WBW Freestyle Grand Prix – Lublin

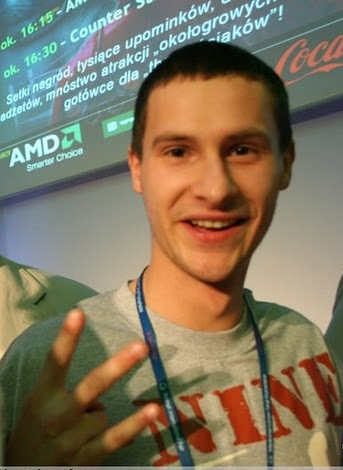
Dolar

data: 23 kwietnia 2005
miejsce: Lublin – Graffiti
klasyfikacja:
- 1. Tetris* (Siemiatycze)
- 2. Diox* (Stare Babice)
- 3/4. Dolar (Lublin)
- 3/4. Tybet (Lublin)
- 5/8. Filip (Toruń)
- 5/8. Puoć (Dziekanów)
- 5/8. Siódmy (Warszawa)
- 5/8. Toziom (Lublin)
- 9/16. Kamel (Dąbrowa Górnicza)
- 9/16. Lipsie (Warszawa)
- 9/16. Gres (Łódź)
- 9/16. Fijas Mc (Lublin)
- 9/16. Litvin (Lublin)
- 9/16. Mrm (Świdnik)
- 9/16. Proceente (Warszawa)
- 9/16. Majkel (Gliwice)

#### WBW Freestyle Grand Prix – Katowice
data: 21 maja 2005
miejsce: Katowice – Mega Club
klasyfikacja:
- 1. Skow* (Grudziądz)
- 2. Majkel* (Gliwice)
- 3/4. Filip (Toruń)
- 3/4. Stillo (Brzeg Opolski)
- 5/8. Hary (Dąbrowa Górnicza)
- 5/8. Czeski (Strzelce Opolskie)
- 5/8. Siódmy (Warszawa)
- 5/8. Gres (Łódź)
- 9/16. Diox (Stare Babice)
- 9/16. Sensay (Wrocław)
- 9/16. Proceente (Warszawa)
- 9/16. Benek (Sosnowiec)
- 9/16. Kamel (Dąbrowa Górnicza)
- 9/16. Puoć (Dziekanów)
- 9/16. Miuosh (Katowice)
- 9/16. Lhop (Dąbrowa Górnicza)

#### WBW Freestyle Grand Prix – Poznań
data: 28 maja 2005
miejsce: Poznań – Eskulap
klasyfikacja:
- 1. Filip* (Toruń)
- 2. Dolar* (Lublin)
- 3/4. Proceente (Warszawa)
- 3/4. Puoć (Dziekanów)
- 5/8. Vito Ws (Poznań)
- 5/8. Bobaz (Wrocław)
- 5/8. Osi (Poznań)
- 5/8. Rufin Mc (Piaseczno)
- 9/16. Anioł (Konin)
- 9/16. Sancho (Poznań)
- 9/16. Buras (Zielona Góra)
- 9/16. Muflon (Warszawa)
- 9/16. Niemiec (Poznań)
- 9/16. Goły (Warszawa)
- 9/16. Lipsie (Warszawa)
- 9/16. Piecol (Koszalin)

### Wielka Bitwa Warszawska – Warszawa (Finał WBW'05)
data: 10 czerwca 2005
miejsce: Warszawa – Ground Zero
klasyfikacja:
- 1. Pogo (Białystok)
- 2. Tetris (Siemiatycze)
- 3/4. Duże Pe (Warszawa)
- 3/4. Diox (Stare Babice)
- 5/8. Dolar (Lublin)
- 5/8. Filip (Toruń)
- 5/8. Majkel (Gliwice)
- 5/8. Skow (Grudziądz)

#### Faza grupowa
| Runda pierwsza | A | Duże Pe | vs. | Diox    |
| Runda pierwsza | A | Skow    | vs. | Dolar   |
| Runda pierwsza | B | Pogo    | vs. | Tetris  |
|                | B | Majkel  | vs. | Filip   |
| Runda druga    | A | Diox    | vs. | Skow    |
| Runda druga    | A | Dolar   | vs. | Duże Pe |
| Runda druga    | B | Tetris  | vs. | Majkel  |
|                | B | Filip   | vs. | Pogo    |
| Runda trzecia  | A | Diox    | vs. | Dolar   |
| Runda trzecia  | A | Skow    | vs. | Duże Pe |
| Runda trzecia  | B | Majkel  | vs. | Pogo    |
|                | B | Tetris  | vs. | Filip   |

Grupa A
| Miejsce | Master of Ceremony | Miasto       | Zwycięstw |
| 1       | Duże Pe            | Warszawa     | 3         |
| 2       | Diox               | Stare Babice | 2         |
| 3       | Dolar              | Lublin       | 1         |
| 4       | Skow               | Grudziądz    | 0         |

Grupa B
| Miejsce | Master of Ceremony | Miasto      | Zwycięstw |
| 1       | Tetris             | Siemiatycze | 3         |
| 2       | Pogo               | Białystok   | 2         |
| 3       | Filip              | Toruń       | 1         |
| 4       | Majkel             | Gliwice     | 0         |

#### Półfinały
| 1/2 finału | A1-B2 | Duże Pe | vs. | Pogo |
| 1/2 finału | B1-A2 | Tetris  | vs. | Diox |

#### Finał
| Wielki finał | Pogo | vs. | Tetris |

## WBW 2004
Turniej został imprezą o zasięgu ogólnopolskim. Do czterech rund eliminacyjnych stanęło 80 frestylowców z całego kraju.

### Wielka Bitwa Warszawska – Warszawa (Finał WBW'04)
data: 14 maja 2004
miejsce: Warszawa – Przestrzeń Graffenberga
klasyfikacja:
- 1. Duże Pe (Warszawa)
- 2. Te-Tris (Siemiatycze)
- 3/4. Flesh (Warszawa)
- 3/4. Kamel (Stare Babice)
- 5/8. Dolar (Lublin)
- 5/8. Tybet (Lublin)
- 5/8. Robur (Warszawa)
- 5/8. Vito WS (Poznań)

Grupa A
| Miejsce | Master of Ceremony | Miasto      | Zwycięstw |
| 1       | Te-Tris            | Siemiatycze | 2         |
| 2       | Duże Pe            | Warszawa    | 2         |
| 3       | Vito WS            | Poznań      | 2         |
| 4       | Tybet              | Lublin      | 0         |

Grupa B
| Miejsce | Master of Ceremony | Miasto           | Zwycięstw |
| 1       | Kamel              | Dąbrowa Górnicza | 2         |
| 2       | Flesh              | Izabelin         | 2         |
| 3/4     | Dolar              | Lublin           | 1         |
| 3/4     | Robur              | Warszawa         | 1         |

#### Półfinały
Dogrywka między Te-Trisem, Duże Pe i Vito. Odpada VIito.
| 1/2 finału | A1-B2 | Te-Tris | vs. | Flesh   |
| 1/2 finału | B1-A2 | Kamel   | vs. | Duże Pe |

#### Finał
| Wielki Finał | Duże Pe | vs. | Te-Tris |

## WBW 2003
Do eliminacji przystąpiło ponad 30 MC z Warszawy i okolic. Do finału stanęło 4 najlepszych.
data: 29 czerwca 2003
miejsce: Warszawa – Przestrzeń Graffenberga
klasyfikacja:
- 1. Rufin MC (Piaseczno)
- 2. Diox (Stare Babice)
- 3. Proceente (Warszawa)
- 4. K3 (Warszawa)